# 피오네 (포도)

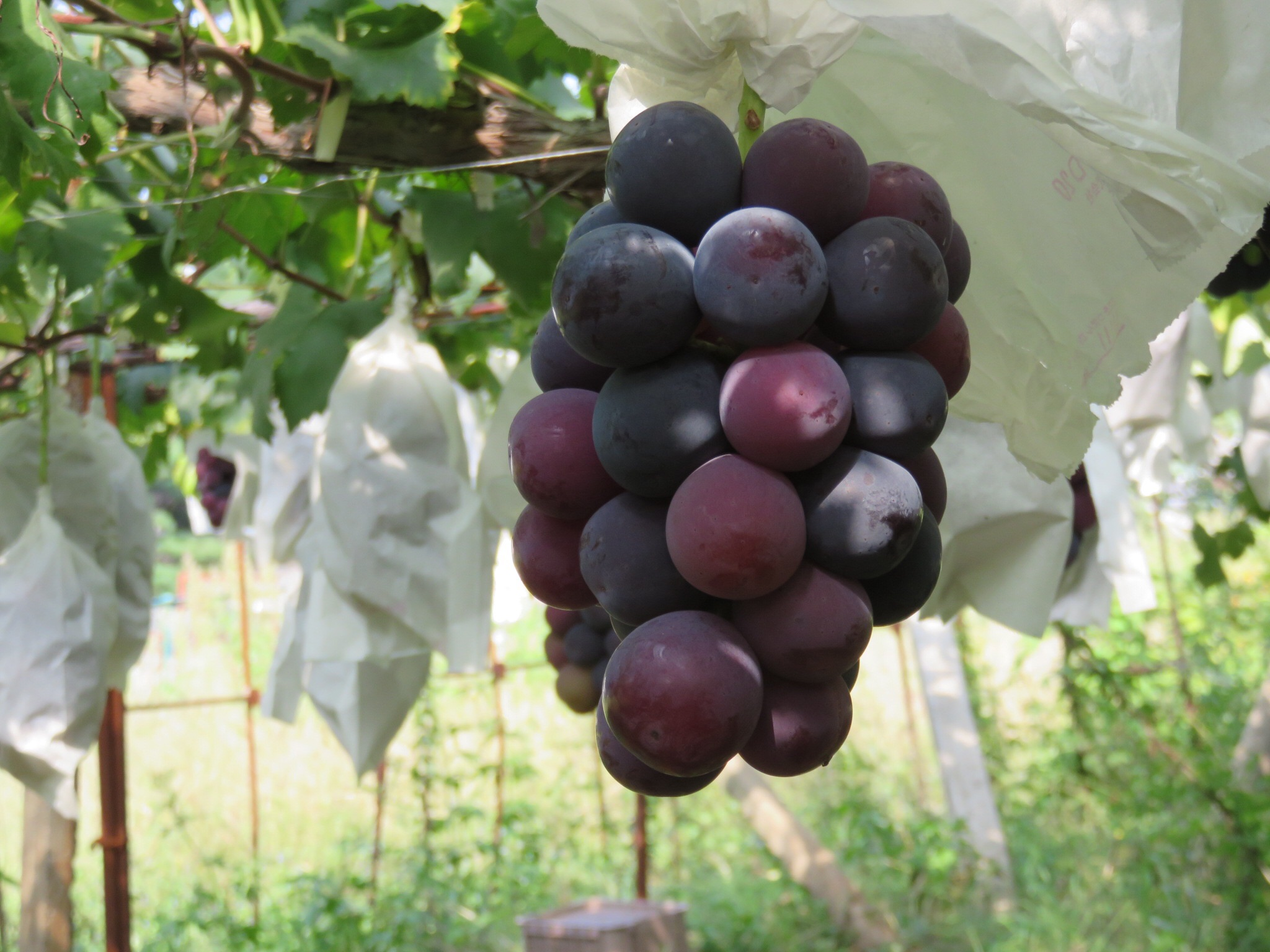

피오네(일본어: ピオーネ, Pione)는 열매가 크고 보라색 껍질을 지닌 테이블 및 로제 와인 포도 품종으로 1957년부터 일본에서 재배되었다.

## 포도를 생산하는 테이블과 와인
이카와 히데오가 시즈오카현에서 처음 개발한 이 포도는 널리 재배되는 거봉 포도와 캐논 홀 머스캣(Cannon Hall Muscat) 포도의 잡종 4배체 품종이다. 거봉은 1937년 일본에서 개발된 붉은색 과일 잡종이다. 캐논 홀 머스캣은 원래 1813년 영국 사우스 요크셔 반슬리 근처 캐논 홀에 거주했던 존 스펜서 스탠호프(John Spencer Stanhope)가 그리스에서 가져온 씨앗에 연결된 커다란 흰색 테이블 포도이다.
크고 일반적으로 씨가 없으며 껍질이 자주색인 과일로 유명하다. 오카야마현, 히로시마현, 나가노현, 야마나시현에서 재배된다. 일본 전체 식용포도 생산량은 거봉, 델라웨어(Delaware)에 이어 3위이다.
식용 포도로 가격 프리미엄이 붙지만 때로는 로제 단일 품종 와인을 생산하는 데에도 사용된다.